# Gordon Jacob
Gordon Percival Septimus Jacob, CBE (* 5. Juli 1895 in Upper Norwood, London; † 8. Juni 1984 in Saffron Walden, Essex) war ein englischer Komponist, Dirigent, Arrangeur und Musiklehrer.

## Leben
Gordon Jacob war einer von 60 Überlebenden eines 800 Mann starken Bataillons im Ersten Weltkrieg. Zwischen 1919 und 1923 studierte er am Royal College of Music in London bei Stanford, Boult und Vaughan Williams (mit letzterem verband ihn auch danach eine Brieffreundschaft). Von 1924 bis zu seinem Ruhestand 1966 unterrichtete er selbst am Royal College. Zu seinen Schülern zählten Malcolm Arnold, Colin Mawby und Imogen Holst.

## Werke (Auswahl)
Gordon Jacob hinterließ rund 700 Kompositionen, darunter
- 1942 Klarinettenquintett g-moll
- 1956 Sextett für Klavier und Bläserquintett B-Dur
- 1971 PARTITA for Solo Bassoon
- 1973 Saxophonquartett No. 1
- 1975 Duo für Klarinette und Fagott
- 1978 Flötenquartett Four Fancies

Jacob galt als Englands großer Meister der Instrumentierung. Am Beispiel Mundharmonika kann man das ablesen:
- 1957 Divertimento for Harmonica and String Quartet – Larry Adler gewidmet
- 1957 Five Pieces for Harmonica and Orchestra (or piano) – Tommy Reilly gewidmet

Außerdem schuf er Kompositionen für weitere sonst vernachlässigte Instrumente und außergewöhnliche Besetzungen:
- Konzert für Bassposaune
- Konzert für Akkordeon
- vier Stücke für Tubaquartett
- Konzert für Kesselpauke
- Stücke für Flöte, Trompete, große Trommel und Klavier

Seine Instrumentationskunst brachte ihm die Aufgabe ein, das Orchesterarrangement der britischen Nationalhymne für die Krönungsfeierlichkeiten von Elizabeth II. im Jahr 1953 zu schreiben.